# Río de la Fortuna
Río de la Fortuna är ett vattendrag i Bolivia.   Det ligger i departementet Santa Cruz, i den östra delen av landet, 700 km öster om huvudstaden Sucre.
Omgivningen kring Río de la Fortuna består huvudsakligen av våtmarker. Området är nästan obefolkat, med mindre än två invånare per kvadratkilometer.